# Dywity
Dywity [dɨˈvitɨ] (deutsch Diwitten) ist ein Dorf im Powiat Olsztyński der Woiwodschaft Ermland-Masuren in Polen. Es ist Amtssitz der Gmina Dywity mit 12.274 Einwohnern (Stand 31. Dezember 2020).

## Geographische Lage
Dywity liegt am Nordufer der Jezioro Dywickie (deutsch Diwitter See) im Westen der Woiwodschaft Ermland-Masuren, sechs Kilometer nördlich der Stadt Olsztyn (Allenstein).

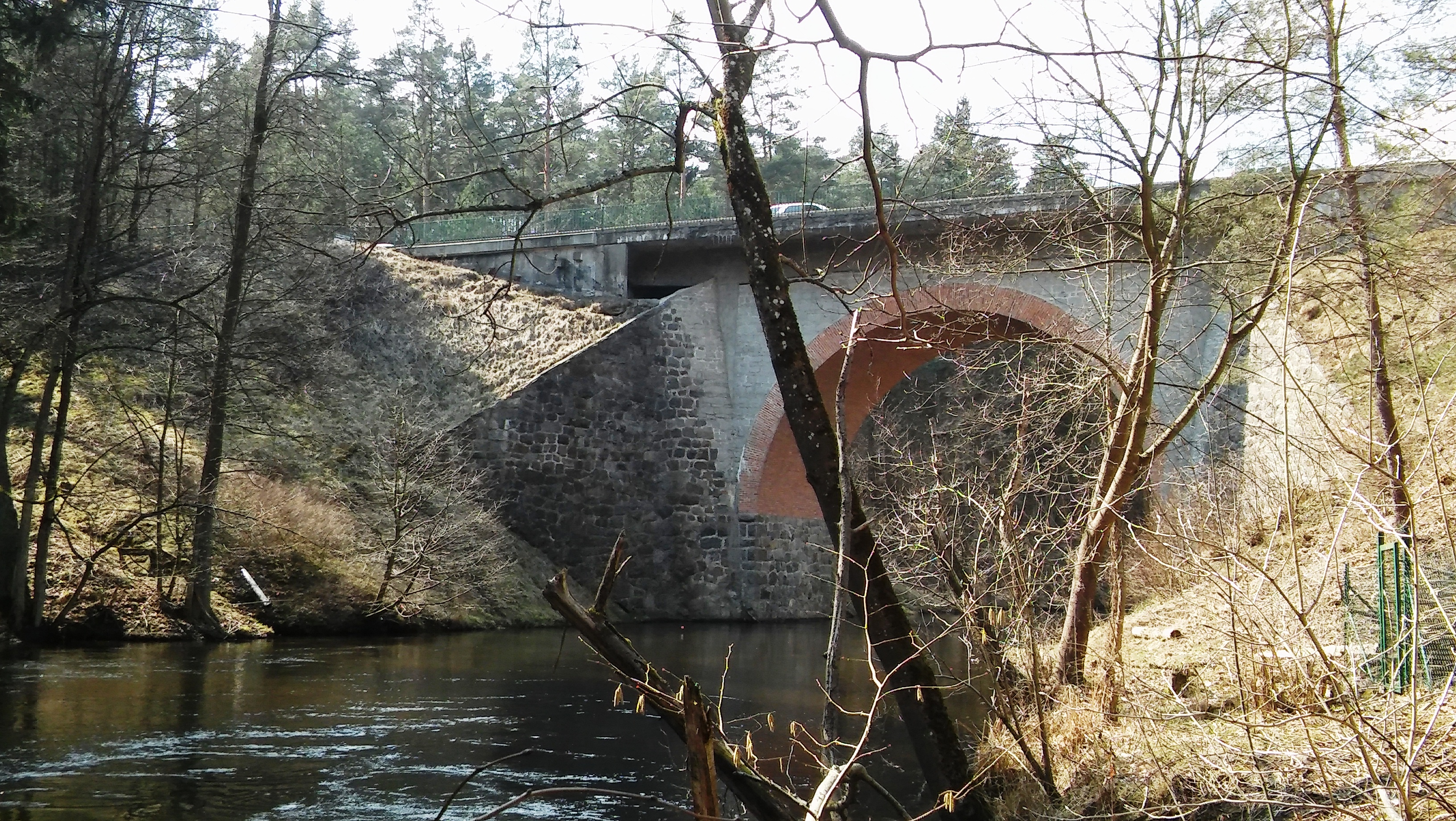
Brücke der DK 51 über den Wadąg südlich von Dywity

|  |

## Geschichte

### Ortsgeschichte
1366 gilt als Gründungsjahr des Dorfes Dewitten, weil am 7. Oktober jenes Jahres offiziell bestätigt wurde, dass der ermländische Domcustos Johannes Stryprock die Ortschaft am 30. Juli 1355 gekauft hatte. Am 17. September 1688 wurde die Handfeste erneuert, wiederholt am 21. März 1765.
Im Jahre 1785 hatte das königliche Bauern- und Kirchdorf im Hauptamt Allenstein, Kreis Heilsberg, 57 Feuerstellen. Eine Volkszählung am 3. Dezember 1861 ergab für Diwitten 49 Wohngebäude bei 394 Einwohnern.
Am 7. Mai 1874 wurde Diwitten Amtsdorf und damit namensgebend für einen Amtsbezirk im ostpreußischen Kreis Allenstein im Regierungsbezirk Königsberg (ab 1905: Regierungsbezirk Allenstein) in der preußischen Provinz Ostpreußen. Die Zahl der Einwohner belief sich im Jahre 1910 auf 546.
Auf einem Grundstück in der Nähe des Dorfes Diwitten wurde im Jahr 1913 eine Luftschiffhalle errichtet, die 176 Meter lang, 44 Meter breit und 34 Meter hoch war. Ab Juni 1914 wurde in Diwitten das Luftschiff Z IV (Zeppelin) stationiert. Das Schiff wurde im Februar 1915 abgezogen. Im Jahr 1915 war für einige Monate das Luftschiff LZ 26 in Diwitten stationiert. Die Luftschiffhalle wurde nach dem Ersten Weltkrieg demontiert.
Aufgrund der Bestimmungen des Versailler Vertrags stimmte die Bevölkerung im Abstimmungsgebiet Allenstein, zu dem Diwitten gehörte, am 11. Juli 1920 über die weitere staatliche Zugehörigkeit zu Ostpreußen (und damit zu Deutschland) oder den Anschluss an Polen ab. In Diwitten stimmten 300 Einwohner für den Verbleib bei Ostpreußen, auf Polen entfielen 60 Stimmen.
Im Jahre 1933 waren in Diwitten 552 Einwohner gemeldet. Am 1. April 1939 wurde der Nachbarort Dongen (polnisch Dągi) nach Diwitten eingemeindet. Die Einwohnerzahl belief sich in jenem Jahr auf 626.
Als 1945 in Kriegsfolge das gesamte südliche Ostpreußen an Polen fiel, erhielt Diwitten die polnische Namensform „Dywity“. Das Dorf war von 1954 bis 1972 Sitz einer Gromada und ist seit 1973 Sitz der Gmina Dywity (Landgemeinde Diwitten) im Powiat Olsztyński (Kreis Allenstein), von 1975 bis 1998 der Woiwodschaft Olsztyn, seither der Woiwodschaft Ermland-Masuren zugehörig. Die Zahl der Einwohner Dywitys belief sich im Jahre 2021 auf 3.573.

### Amtsbezirk Diwitten (1874–1945)
Bei der Errichtung des Amtsbezirks Diwitten gehörten sieben Kommunen dazu:
| Deutscher Name        | Polnischer Name | Anmerkungen                                             |
| --------------------- | --------------- | ------------------------------------------------------- |
| Damerauer Forstrevier |                 | nach 1883 unbekannt umgegliedert                        |
| Diwitten              | Dywity          |                                                         |
| Dongen                | Dągi            | 1939 nach Diwitten eingemeindet                         |
| Hochwalde             | Ługwald         |                                                         |
| Rosenau               | Różnowo         |                                                         |
| Rosgitten             | Rozgity         |                                                         |
| Stolpen               | Słupy           | 1928 nach Micken im Amtsbezirk Nickelsdorf umgegliedert |

Im Januar 1945 gehörten nur noch Diwitten, Hochwalde, Rosenau und Rosgitten dem Amtsbezirk Diwitten an.

## Gemeinde
Zur Landgemeinde Dywity gehören das Dorf selbst und 19 weitere Dörfer mit Schulzenämtern (Sołectwa), außerdem sieben anderweitige Ortschaften.

## Kirche

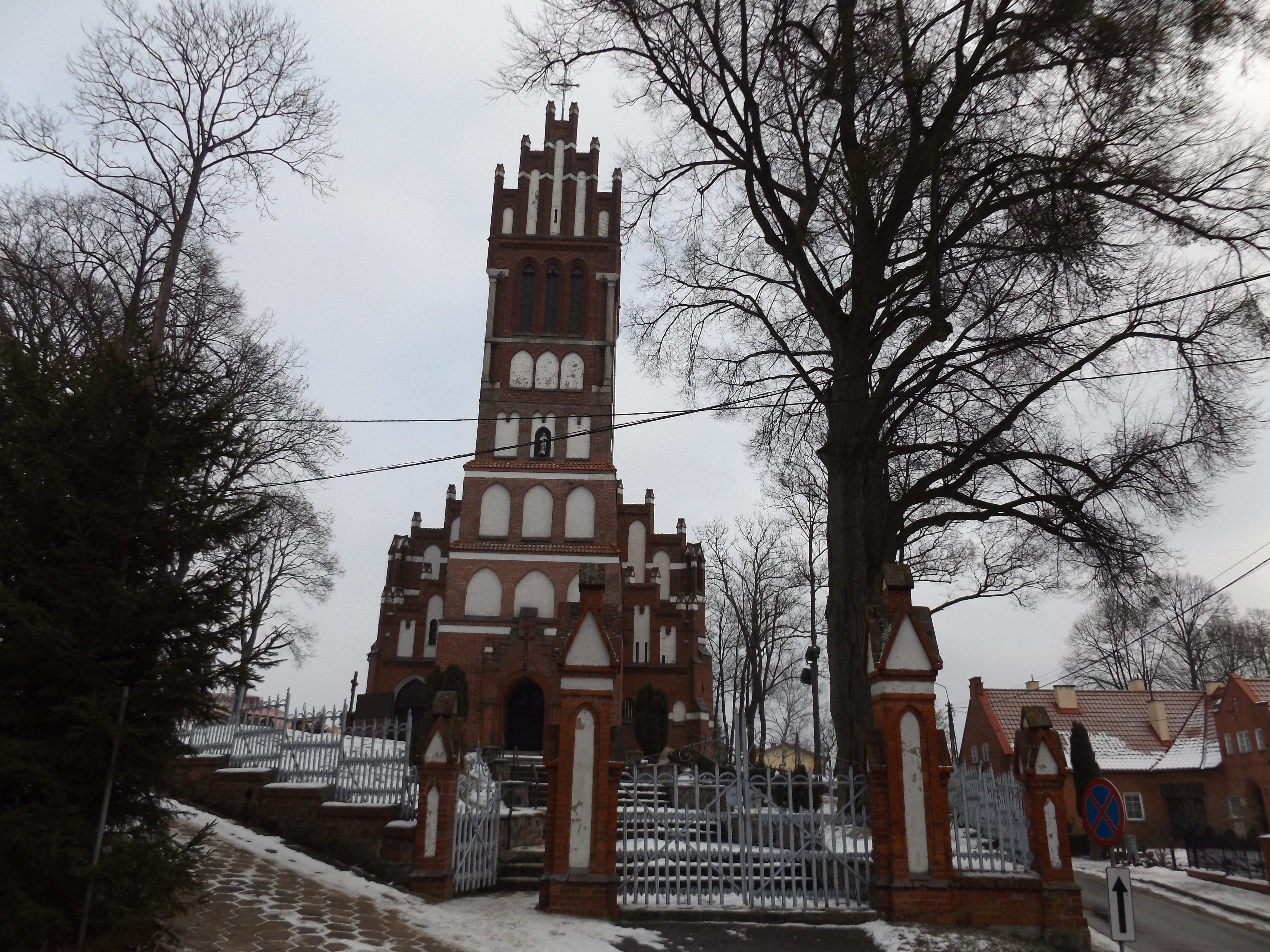
Winterbild der Simon-und-Judas-Kirche in Dywity

### Römisch-katholisch
Seit dem Jahre 1366 ist Diwitten resp. Dywity ein Kirchdorf. Die heutige neugotische Kirche wurde in den Jahren 1894 bis 1897 nach den Plänen von Friedrich Heitmann an der Stelle erbaut, an der ein aus dem Mittelalter stammender Vorgängerbau stand. Die Kirche ist den Aposteln Simon und Judas Thaddäus geweiht. Die Pfarrei gehört zum Dekanat Olsztyn II - Zatorze im Erzbistum Ermland.

### Evangelisch
Bis 1945 war Diwitten in die evangelische Kirche Allenstein in der Kirchenprovinz Ostpreußen der Kirche der Altpreußischen Union eingegliedert. Der Bezug zu dieser – inzwischen mit Namen versehen – Christus-Erlöser-Kirche Olsztyn besteht heute noch. Die Kirche gehört nun aber zur Diözese Masuren der Evangelisch-Augsburgischen Kirche in Polen.

## Verkehr
Dywity liegt an der verkehrsreichen polnischen Landesstraße 51, die in Nord-Süd-Richtung durch die Woiwodschaft Ermland-Masuren verläuft und Bartoszyce (Bartenstein) mit Olsztyn (Allenstein) verbindet. Als ausgebaute Schnellstraße 51 führt sie weiter bis nach Olsztynek (Hohenstein i. Ostpr.). Bis 1945 war diese Straße die deutsche Reichsstraße 134, die Preußisch Eylau (russisch Bagrationowsk) mit Friedrichshof (polnisch Rozogi) im Kreis Ortelsburg verband.
In Dywity enden außerdem Nebenstraßen, die den Ort mit der Nachbarregion verbinden. Eine Bahnanschluss besteht nicht.